# 鈴木秀範
鈴木 秀範（すずき ひでのり、1970年12月31日 - ）は、千葉県袖ケ浦市出身の元社会人野球の選手（内野手）・監督。

## 来歴・人物
中学時代は学校の軟式野球部に所属。
拓大紅陵高では1986年と1988年の2度、夏の甲子園への出場経験を有する。同期のプロ選手に高橋憲幸と和田孝志がいる。
高校卒業後は、法政大学へ進学し野球部に入部する。4番打者として田淵幸一・小早川毅彦に次ぐ通算11本塁打を記録し、1992年春季リーグ戦においてはシーズン記録の10二塁打を記録。これは未だに破られていない。2年後輩の稲葉篤紀と共にクリーンアップを組み、全日本大学野球選手権に出場した。同期生には青山正克がいる。
大学卒業後は新日本製鐵に入社、君津野球部に所属。ここでも4番を打ち、チームの中心選手となった。1999年のJABA日立市長杯争奪大会では、準決勝・決勝の2試合にまたがって5打席連続本塁打を記録し優勝に貢献した。
チームが、広域複合企業チームへと移行した2003年からは兼任コーチを務め、翌2004年シーズンをもって現役を引退した。その後は新日鐵君津で社業に就くかたわら、千葉県野球連盟の理事として3シーズンにわたって活動した。
2008年からは、かずさマジックの監督を務め、チーム改革に乗り出す。監督として3年目の2010年には2004年以降低迷が続いていたチームを7年ぶりに都市対抗野球と日本選手権出場へ導いた（ただし両大会とも初戦敗退）。2013年の都市対抗野球では13年ぶりのベスト4、日本選手権ではチームを初の全国制覇に導いている。
2019年シーズンをもって監督の座を渡辺俊介に譲り、退任した。現在は社業に就いている。